# Carlo Rönnow
Carlo Julius Rönnow, född den 7 januari 1915 i Karlskrona, död den 22 juni 2010 i Björketorps församling, Västra Götalands län, var en svensk geograf och skolman.
Rönnow avlade studentexamen i Köpenhamn 1933 och blev 1934 candidatus philosophiæ víd universitetet där, varefter han bedrev matematisk-naturvetenskapliga studier där 1934–1938. Han avlade filosofisk ämbetsexamen vid Lunds universitet 1943 och filosofie licentiatexamen där 1946. Rönnow genomförde studieresor i Tyskland, Mellaneuropa, Donau- och Balkanländerna samt Italien 1933, 1937 och 1939 samt forskningsresor till Lappland och Nordnorge 1941, 1943, 1945 och 1947. Han var extra ordinarie amanuens vid geografiska institutionen vid universitet i Lund 1941–1946 och hade doktorandstipendium 1947–1948. Rönnow blev timlärare vid högre allmänna läroverket i Landskrona 1943, timlärare samt extra lärare vid Lunds privata elementarskola 1946, lektor i geografi vid Umeå högre allmänna läroverk 1952 och vid Högre allmänna läroverket för flickor i Göteborg 1962. Han var ledamot av Geografiska föreningen i Lund, Svenska sällskapet för antropologi och geografi, Det Kongelige Danske Geografiske Selskab, Föreningen för Sveriges vetenskapliga och populärvetenskapliga författare, Etnologiska föreningen och Kulturhistoriska föreningen för södra Sverige.